# Opel Tigra
Opel Tigra — название двух совершенно разных серий легковых автомобилей немецкого производителя Opel. Обе выпускались на различных узлах Opel Corsa, первая — на испанской версии (имела кузов 2+2 и выпускалась с 1994 по 2000 год), вторая — на французской (кабриолет—хардтоп, выпускалась с 2004 по 2009 год). В Великобритании Opel Tigra продавалась под торговой маркой Vauxhall Tigra, в Австралии — Holden Tigra, в Бразилии, Аргентине и Мексике — Chevrolet Tigra.

## Tigra Mk I (1994—2000)

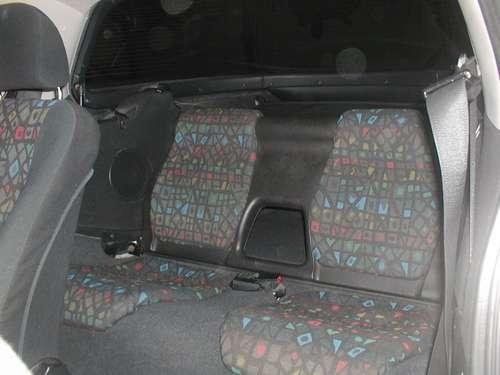
Дизайн интерьера Tigra

Первая Tigra основывалась на базе одноимённого концепт-кара, впервые показанного на Франкфуртском автосалоне в 1993 году. Наряду с открытым верхом (Tigra Roadster) была продемонстрирована версия родстер-пикап Scamp. Платформу новая машина унаследовала от Opel Corsa второго поколения. Серийное производство началось в начале 1994 года на заводе GM в Сарагосе, Испания.
Внутреннее пространство Tigra отличалась от Corsa — на заднем ряду кузова 2 + 2 было ощутимо теснее из-за компактных размеров автомобиля.
Имелось два варианта двигателей: базовый Ecotec рабочим объёмом 1,4 л мощностью 90 л/с (66 кВт) и более крупный спортивный 1,6 л мощностью 106 л/с (78 кВт). Оба мотора были 16-клапанные DOHC с электронной системой впрыска топлива. К двигателю 1,4 могла устанавливаться 4-ступенчатая автоматическая коробка передач. Модель 1,6L имела комплектацию с противотуманными фонарями, недоступными модели 1,4.
Масса автомобиля увеличилась на 150 кг по сравнению с эквивалентной Corsa. Ускорение Tigra 1,6 составляло 10,5 секунд, что на одну секунду меньше, чем у Corsa GSi. Тем не менее, высокая максимальная скорость — 203 км/ч компенсировала недостаточное ускорение. Увеличение скорости было получено использованием высоких передаточных чисел, более низким (0,31) коэффициентом лобового сопротивления и стандартными 15-дюймовыми колёсами.

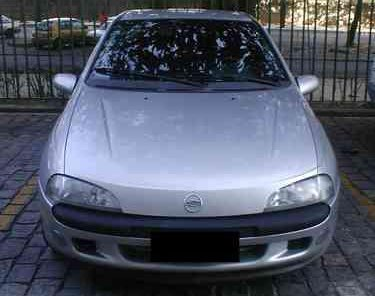
Бразильский Chevrolet Tigra с эмблемой Chevrolet

Автомобиль импортировался Chevrolet и при экспорте в Бразилию и Мексику получил наименование Chevrolet Tigra, а в Великобритании — Vauxhall Tigra. Импорт в Бразилию продолжался всего несколько месяцев в конце 1998 — начале 1999 года и из-за внезапного падения стоимости General Motors была вынуждена прекратить экспорт в эту страну. Импортировалась только модификация с двигателем 1,6 (мощность — 99 л/с, 73 кВт). 15-дюймовые колёса заменялись на экспортных моделях на 14-дюймовые.

### Цена
| Модель    | Мощность, л.с. | Цена, DM |
| --------- | -------------- | -------- |
| Tigra 1.4 | 90             | 27000    |
| Tigra 1.6 | 106            | 43200    |

Все модификации оснащались двумя подушками безопасности. Доплата за систему ABS для модификации Tigra 1.4 составляла 990 DM; на модификации Tigra 1.6 ABS устанавливалась бесплатно.

## Tigra Twin Top (2004—2009)

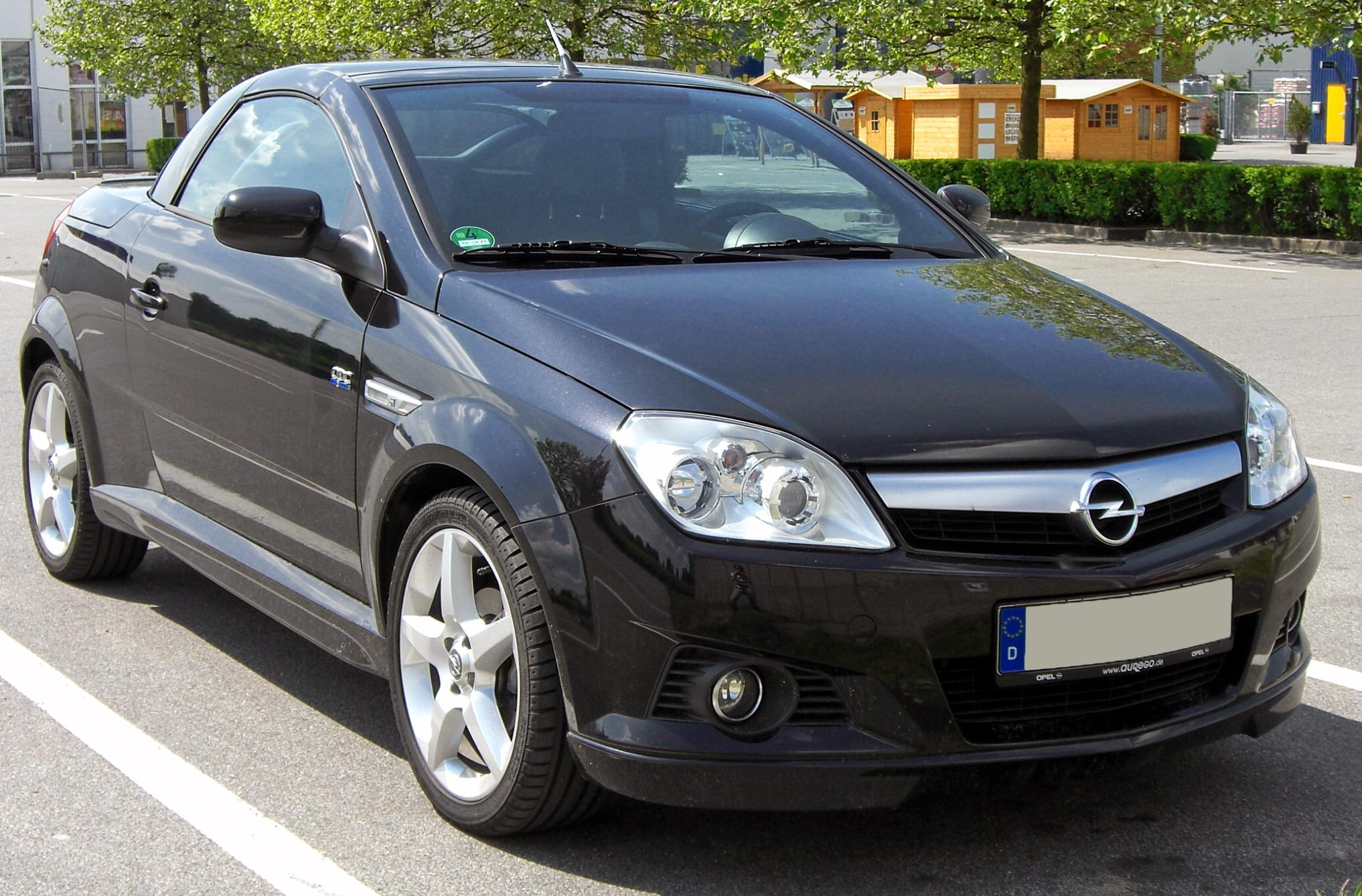
Opel Tigra Twin Top

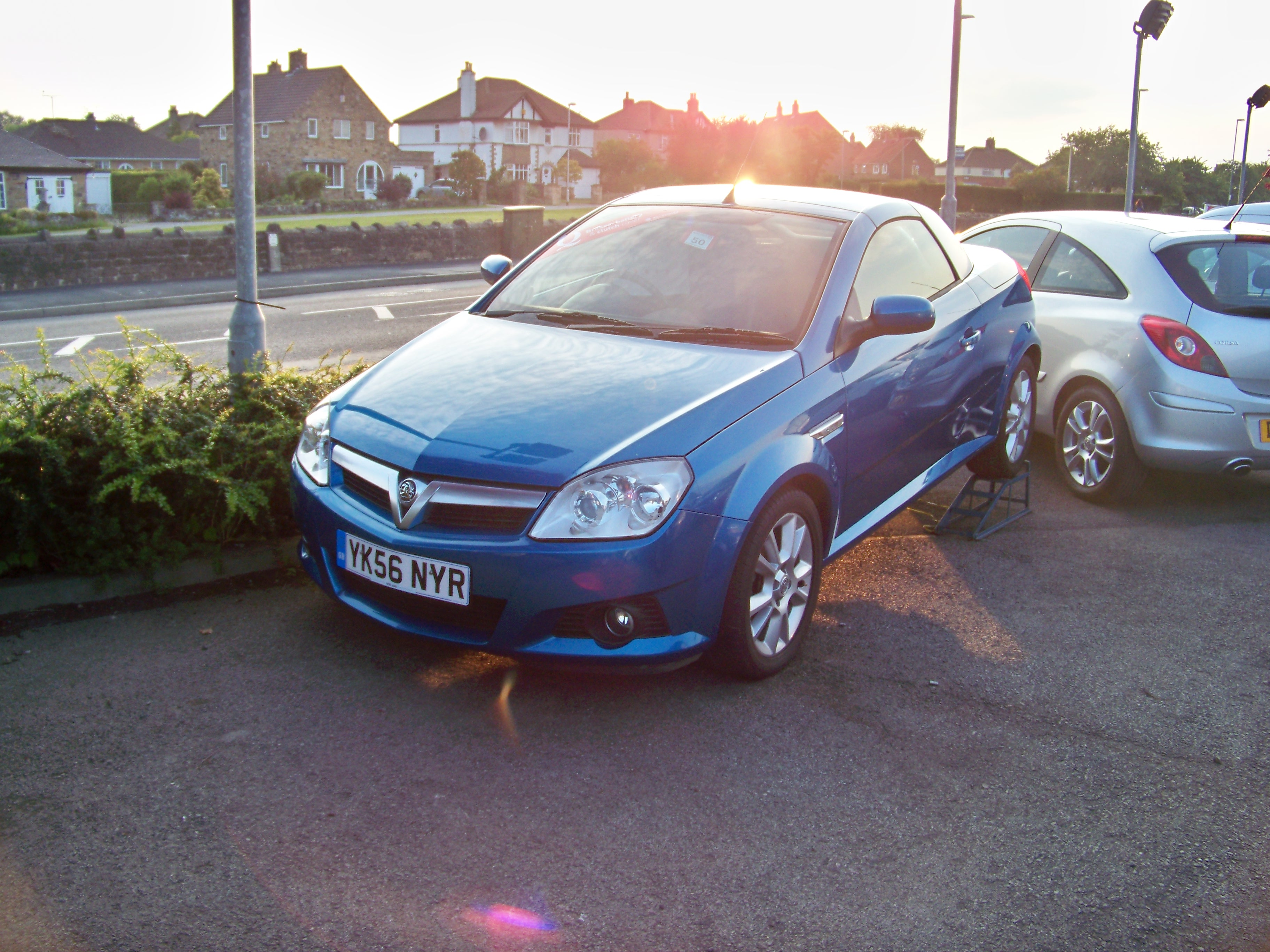
Vauxhall Tigra

После четырёхлетнего перерыва Opel решил возродить данную спортивную модель в октябре 2004 года. Новый автомобиль производился на базе Opel Corsa C. Tigra Twin Top был 2-местным кабриолетом-купе с жёсткой крышей в стиле Peugeot 206 CC. Tigra выпускалась французской фирмой по производству кузовов Heuliez.
Как и предшественник, Tigra Twin Top имела модификации с двумя двигателями — базовым 1,4 л мощностью 90 л/с (66 кВт) и Ecotec 1,8 л от Corsa GSi с 125 л/с (92 кВт). Экономичная версия с дизелем Z13DT 1,3л 69 л/с (50кВт) введена в 2005 году.
Tigra второго поколения продавалась в Австралии под индексом Holden Tigra XC-серии, преимущественно с двигателем 1,8 л.
Opel Tigra TwinTop получил награду женевского автосалона в номинации «Лучший кабриолет 2004».

## В сувенирной индустрии
Компания Minichamps выпускала модель Opel Tigra второго поколения с особым складывающимся верхом.